# Joseph Eugène Pougnet
Pour les articles homonymes, voir Pougnet.
Eugène Pougnet (1847-1892) est un ingénieur lorrain. Il est député protestataire au Reichstag.

## Biographie
Fils de Maximilien Pougnet et Marie Paulin, Eugène Pougnet naît le 7 avril 1847 à Landroff en Moselle. 
En 1865, il entre à l'École polytechnique et passe le concours de l’École impériale des Mines de Paris. Eugène Pougnet devient ingénieur dans l'entreprise familiale créée par son père Maximilien Pougnet. 
Son entreprise de construction, "Les fils de Maximilien Pougnet", construit des ouvrages d'art en Lorraine et en France.  Il préside ensuite à l'établissement des hauts-fourneaux de Maizières-les-Metz.
De janvier 1874 à janvier 1877, Eugène Pougnet est député protestataire au Reichstag, pour les circonscriptions de Forbach et de Sarreguemines.

## Sources
- Hirth, Georg, Hirth's Parlaments-Almanach, Nachtrag, 10, Berlin, 1874.